# Séisme lent
Un séisme lent (SSE, pour slow slip event) appelé aussi séisme silencieux, est un déplacement discontinu semblable à celui d'un séisme, mais qui libère l'énergie élastique en plusieurs heures, plusieurs jours voire plusieurs années, au lieu de quelques minutes comme un séisme ordinaire. Les séismes lents ont d'abord été détectés par la mesure des déplacements et déformations. Aujourd'hui l'on sait qu'ils sont généralement accompagnés d'écoulements fluides et du trémor associé, que l'on peut détecter et localiser par filtrage des données sismométriques (dans la bande 1–5 Hz, typiquement). Ces séismes lents sont donc bien plus calmes que les séismes ordinaires, mais pas complètement « silencieux » comme on les a appelés naguère.
Ces évènements correspondent à des phases transitoires de glissement lent et asismique le long des failles de subduction, à des profondeurs généralement plus importantes que les grands séismes. Les séismes lents peuvent atteindre une magnitude supérieure à 7 et se déclenchent assez régulièrement (typiquement tous les 3-4 ans). Grâce au déploiement de réseaux denses d'observation par GPS, des séismes lents ont pu être observés le long de nombreuses zones de subduction, notamment en Nouvelle-Zélande, au Japon, aux Cascades, au Mexique et en Équateur. En 2018, l'analyse de données GPS recueillies pendant plus de 15 ans a permis de découvrir le premier séisme lent profond le long de l'interface de subduction chilienne. Sa magnitude est de 6,9 sur une durée supérieure à un an. Des évènements similaires se sont apparemment produits en 2005 et en 2009, ce qui correspond à une possible récurrence de 4 à 5 ans,.